# Fulvio Francesconi
Fulvio Francesconi (Russi, 19 novembre 1944) è un ex calciatore italiano, di ruolo ala.

## Caratteristiche tecniche
Era un'ala sinistra.

## Carriera
Dopo le prime apparizioni nel calcio professionistico col Como in Serie B nella stagione 1962-1963, nell'estate del 1963 passa alla Roma. Con tale squadra esordisce in Serie A il 7 marzo 1964 nella sconfitta esterna con il Messina, e conclude la stagione 1963-1964 con 4 presenze e 1 rete in campionato, con la conquista della Coppa Italia.
La stagione successiva l'allenatore giallorosso Juan Carlos Lorenzo lo propone come titolare nel ruolo di ala sinistra, e Francesconi segna 7 reti, risultando il cannoniere della squadra a pari merito con Antonio Valentín Angelillo. L'annata successiva è invece meno brillante con 2 reti in 29 presenze, e induce la dirigenza giallorossa a cederlo alla Sampdoria, che si appresta a disputare il suo primo campionato di Serie B dopo venti stagioni nella massima serie.
A Genova Francesconi conquista, con 20 reti, il titolo di capocannoniere della Serie B e trascina i blucerchiati al primo posto in classifica. Resta in Liguria fino al 1971 per quattro campionati di Serie A, segnando 7 reti nella stagione 1967-1968, 3 nella due successive e nessuna segnatura nell'annata 1970-1971, quando scende in campo 9 volte.
Passa quindi al Catania dove realizza 20 reti in due stagioni in Serie B, per poi trasferirsi nel 1973 alla Reggiana, dove disputa altri tre campionati di Serie B, l'ultimo dei quali concluso all'ultimo posto, per poi abbandonare l'attività agonistica.
In carriera ha totalizzato complessivamente 131 presenze e 23 reti in Serie A e 218 presenze e 55 reti in Serie B.

## Palmarès

### Club

#### Competizioni nazionali
- Coppa Italia: 1

Roma: 1963-1964
- Campionato italiano di Serie B: 1

Sampdoria: 1966-1967

### Individuale
- Capocannoniere della Serie B: 1

1966-1967 (20 gol)